# 千里馬體
千里馬體（：／）是朝鮮民主主義人民共和國的一種常見的無襯線印刷體，其筆畫橫平豎直，不假雕飾，相當於中文字體中的黑體以及日文字體中的哥特體。其名稱來自金日成發起的千里馬運動。

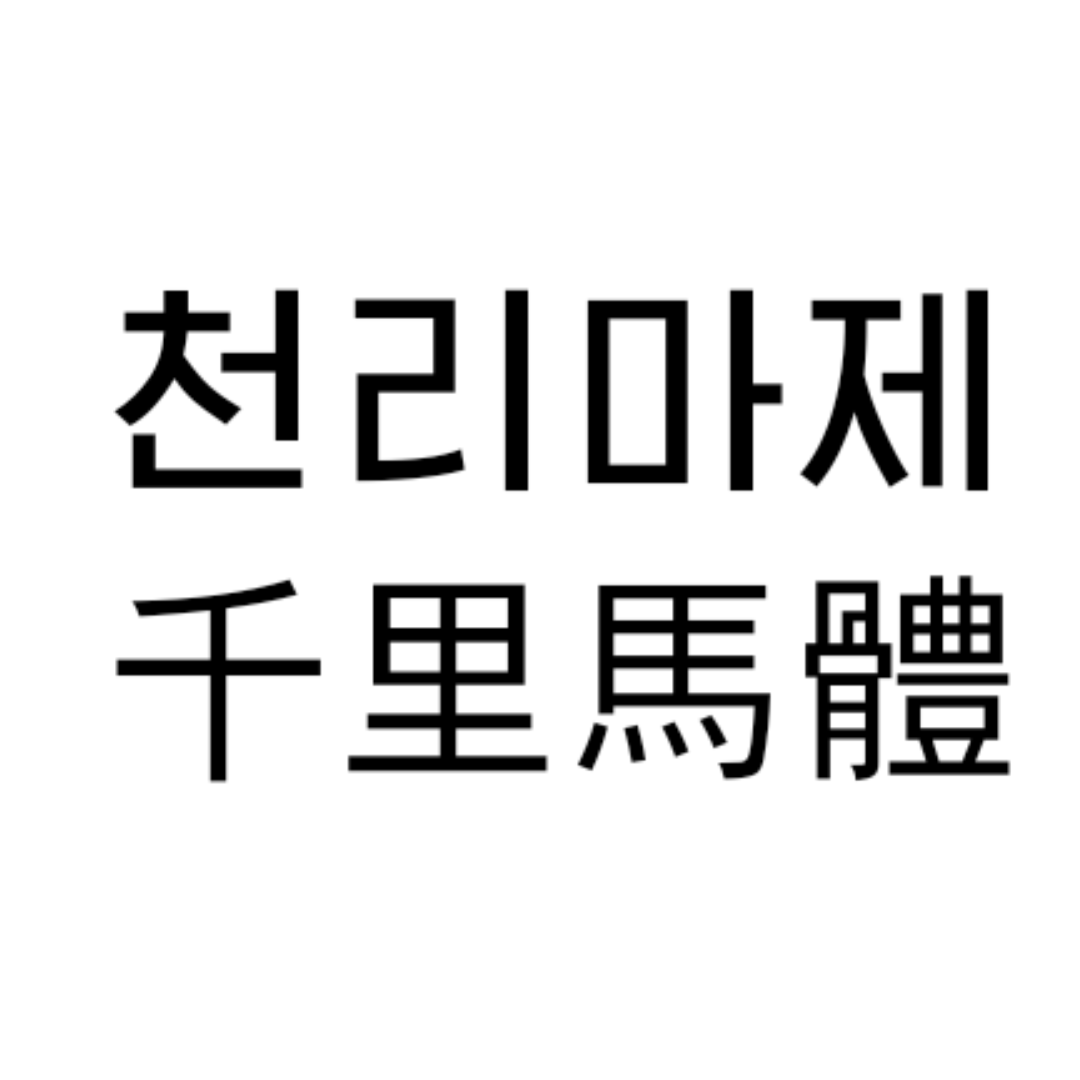
用千里马体的“千里马体”朝鲜文及汉文字样

千里馬體具有清晰醒目的視覺效果，其家族有多檔粗細，應用於朝鮮報刊、書籍中的各級文字，在標語口號中也會使用。目前已知的千里馬體數字化版本是由平壤信息中心 (평양정보센터) 開發製作，並搭載在朝鲜的紅星作業系統上。